# Изкуствознание
Изкуствознанието е хуманитарна наука, изучаваща изкуството (предимно визуалните изкуства) и художествената култура на обществото като цяло, отделните видове изкуство и отношението им към действителността, изследването, анализа и теорията на художествените явления и въпросите, свързани с формата и съдържанието им. Изкуствознанието включва теория и история на изкуството и художествена критика.
Първите опити в теорията на изкуството се предприемат още през античността – например от Платон и Аристотел. Сред трудовете на античните учени се срещат практически ръководства по изкуство (Витрувий) и описания на художествени паметници (Павсаний, Филострат). Обширен трактат по антично изкуство пише Плиний Стари. Редица трудове в тази област се появяват през епохата на Ренесанса. Най-известни са трактатите на Джорджо Вазари и особено „Жизнеописания на най-известните живописци, ваятели и архитекти“.